# Улоф Палме
Свен Улоф Јоахим Палме (швед. Olof Palme; Стокхолм, 30. јануар 1927 — Стокхолм, 28. фебруар 1986) био је шведски политичар.
Палме је био председник Шведске социјалдемократске странке од 1969. до 1986, и премијер Шведске у два мандата; од 1969. до 1976, и од 1982. до 28. фебруара 1986, када је на њега почињен атентат. Палмеово убиство било је прво таквог типа у новијој шведској историји и имало је велики утицај на целу Скандинавију.

## Однос Палмеа са СФРЈ
Током Палмеовог председничког мандата у Шведској се десило неколико терористичких акција усташке емиграције, од којих је најпознатије убиство југословенског амбасадора Владимира Роловића у Стокхолму 7. априла 1971. Један од захтјева југословенске делегације која је стигла у Стокхолм дан након смрти амбасадора Владимира Роловића, је био да Улоф Палме забрани рад усташке емиграције која је имала више удружења у Шведској. Палме је одбио да испуни захтјев југословенске делегације. Осим терористичких напада усташке емиграције, у Шведској су хрватски националисти више пута организовали демонстрације против Југославије. Највеће демонстрације су одржане у Гетеборгу 1971. као подршка „Хрватском прољећу“. Улоф Палме је имао и низ састанака са хрватским исељеничким организацијама које су дјеловале одвојено од југословенских исељеничких организација у Шведској тих године. Улоф Палме је неколико година након „Хрватског прољећа“ примио Фрању Туђмана, који је у договору са хрватском организацијом у Шведској 1977. илегално напустио Југославију и са лажним документима стигао у Шведску.

## Палме у Београду
Палме је у марту 1975. посетио Београд, где је дуже од два сата разговарао са Титом. Југословенски председник није крио утисак који је Палме оставио на њега, па је здравицу започео следећим речима: „Не обраћам Вам се са –господине, већ са - драги друже и пријатељу."
Говорећи о Југославији, Палме се посебно осврнуо на успехе у радничком самоуправљању. У разговорима је најавио да одмах по повратку у Стокхолм иде на састанак једне групе у оквиру Социјалдемократске партије, чији је председник, а која треба да припреми документ о увођењу неких самоуправних форми. Једини Титов одговор којим Палме није био задовољан тицало се отпуштања професора са Београдског универзитета. “Иду на Запад”, рекао је Тито, “да у добро плаћеним предавањима клеветају наш систем.” “Они које сам ја слушао нису то чинили”, мирно му је одговорио Палме.

## Разговори Палмеа и Тита у Стокхолму
Од Палмовог боравка у Београду, Титова посета Стокхолму била је стално актуелна, али је због протеста екстремне, углавном хрватске емиграције, “била на леду”. После директне писане поруке Палмеа Титу, председник СФРЈ посетио је Шведску од 29. марта до 1. априла 1976. Броз и Палме разговарали су о недавно усвојеним Хелсиншким актима, Титовој посети Латинској Америци, ситуацији у Анголи, дешавањима на Блиском истоку и у Покрету несврстаних. У разговору о Совјетском Савезу, Палме је прокоментарисао: “За разлику од Југославије, ја не видим тамо свеже идеје, нема ничег новог.” Тито га је пажљиво слушао, повремено и са изразима неслагања, будући да шведски премијер није имао ниједну добру реч о Совјетима.
Говорећи о пријатељству које прожима посету, Палме је у једном тренутку рекао: “Сад сам управо сазнао да репрезентације Југославије и Шведске играју у Прагу утакмицу за титулу првака Европе у стоном тенису. С обзиром на ово наше узајамно разумевање, на блискост и срдачност која карактерише наше односе, можда би најбоље било да резултат буде нерешен.” Југославија је ипак то вече победила са 5:2.